# Hymenancora rhaphidophora
Hymenancora rhaphidophora är en svampdjursart som beskrevs av Jörn Hentschel 1914. Hymenancora rhaphidophora ingår i släktet Hymenancora och familjen Myxillidae. Inga underarter finns listade i Catalogue of Life.